# Maršovice (kraj liberecki)
Maršovice – gmina w Czechach, w powiecie Jablonec nad Nysą, w kraju libereckim.
1 stycznia 2017 gminę zamieszkiwało 565 osób, a ich średni wiek 41,7 roku.